# SP!RE
SP!RE (auch SPIRE) ist ein 143 Meter hohes Wohngebäude in Toronto, Ontario, Kanada. Der Bau des Gebäudes begann im September 2004. Das Gebäude wurde im September 2007 fertiggestellt. Das Gebäude verfügt über 45 Etagen. Entworfen wurde das Gebäude von dem Architekturbüro architectsAlliance.